# Microtus juldaschi
Microtus juldaschi é uma espécie de roedor da família Cricetidae.
Pode ser encontrada nos seguintes países: Afeganistão, China, Paquistão, Rússia e Tadjiquistão.